# Knihovna městského obvodu Pardubice III
Knihovna městského obvodu Pardubice III, zvaná též Knihovna Dubina, je veřejná knihovna místního rozsahu s působností pro městský obvod Pardubice III. Obsluhuje pardubické místní části Studánka, Drážka, Hůrka, Slovany a Dubina. Sídlí na adrese Jana Zajíce 983. Knihovní fond obsahuje nejen knihy, ale i audioknihy, turistické mapy, deskové hry či periodika.

## Historie knihovnictví v Pardubicích
Historie knihovnictví v Pardubicích se datuje na počátek roku 1897, kdy městská rada ustanovila výbor, který do třech měsíců měl založit Veřejné obecní knihovny pardubické. Obecní knihovna byla slavnostně otevřena 7. července roku 1897 ve druhém poschodí radnice na Pernštýnském náměstí. O tři roky později byla založena v Pardubicích i první veřejná čítárna.
Rok 1917 byl rokem, kdy politická nevůle pozastavila činnost knihoven. Vznikem Československé republiky a příznivé situace ve státu vznikl nový zákon o veřejných knihovnách, vydaný 22. července 1919, v němž byla zakotvena povinnost zřizovat veřejné obecní knihovny. Vzniká tak nejhustší síť knihoven na světě.
Původně Obecní, později Okresní knihovna Pardubic a v současnosti Krajská knihovna v Pardubicích byla roku 1920 přestěhována do ulice Na Hrádku, v roce 1929 do budovy č. p. 116 na Smetanově náměstí, kde se nacházela do roku 1960.
Důležitým mezníkem knihovnictví v Pardubicích je rok 1941, kdy knihovník Zdeněk Vavřík prosadil otevření první pobočky knihovny na Skřivánku. Samostatné dětské oddělení bylo otevřeno 1. října 1950 ve Sladkovského ulici. Knihovna tak postupně začala rozšiřovat svoji působnost na území města.
V té době již Krajská knihovna v Pardubicích byla v době letních prázdnin roku 1960 přestěhována do stávajících prostor historické budovy na Pernštýnském náměstí č. p. 77 a v září zahájila plnohodnotný provoz. Měla tehdy již šest poboček, a to na Skřivánku, v Pardubičkách, ve Studánce, na Slovanech, na Okrouhlíku a v Jägermannově ulici.
Knihovna Dubina jako pobočka vznikla v roce 1984 v prostorách mateřské školky v Rumunské ulici, kde sídlila do poloviny roku 2009. Vedení města Pardubice v roce 1991 coby opatření proti porevolučnímu osamostatňování okrajových částí rozhodlo o rozdělení města do několika obvodů. Městský obvod Pardubice III vznikl v roce 2002 a v roce 2007 přebral pod svoji správu i Knihovnu Dubina.

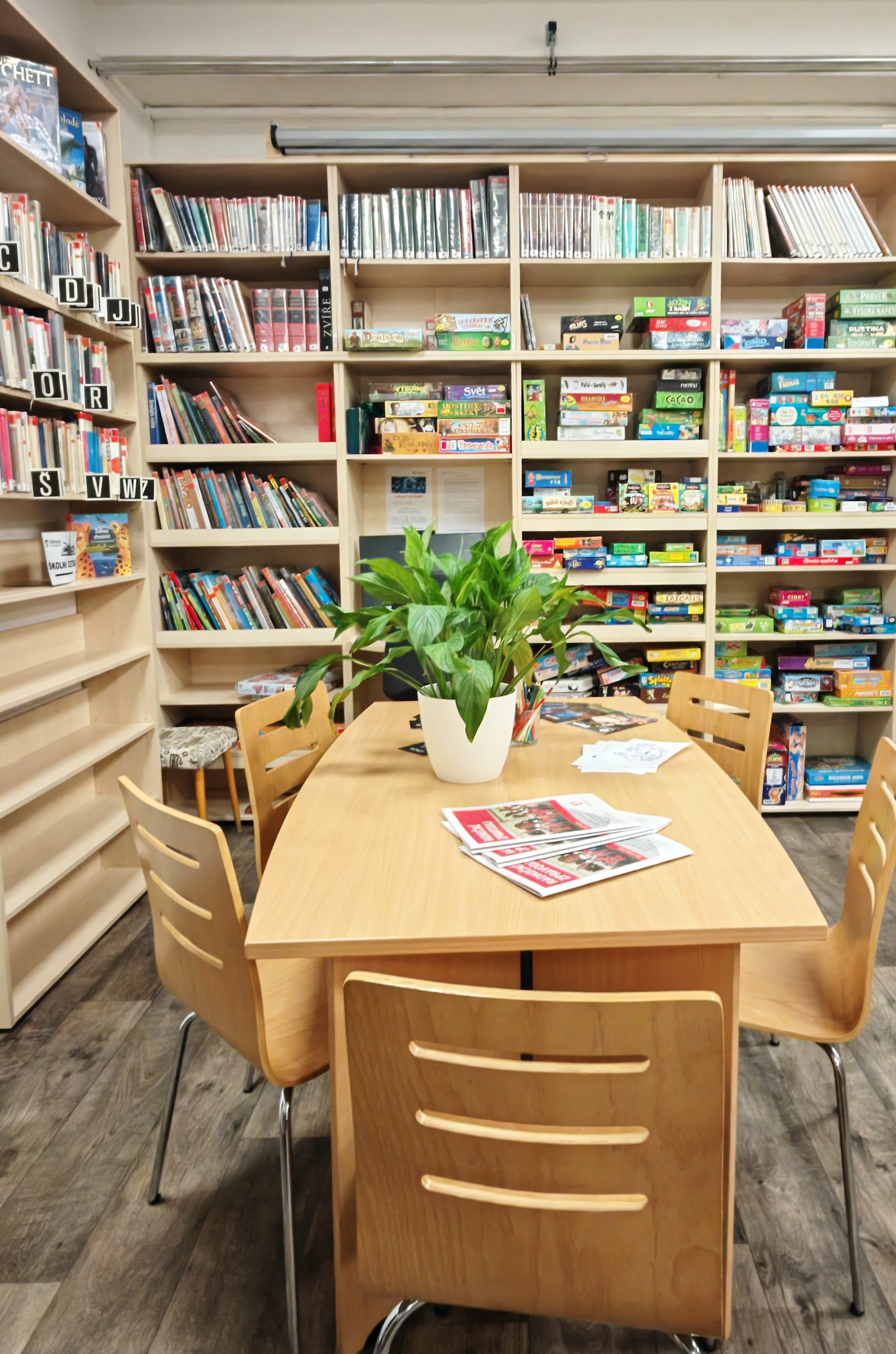
Interiér knihovny

## Služby knihovny

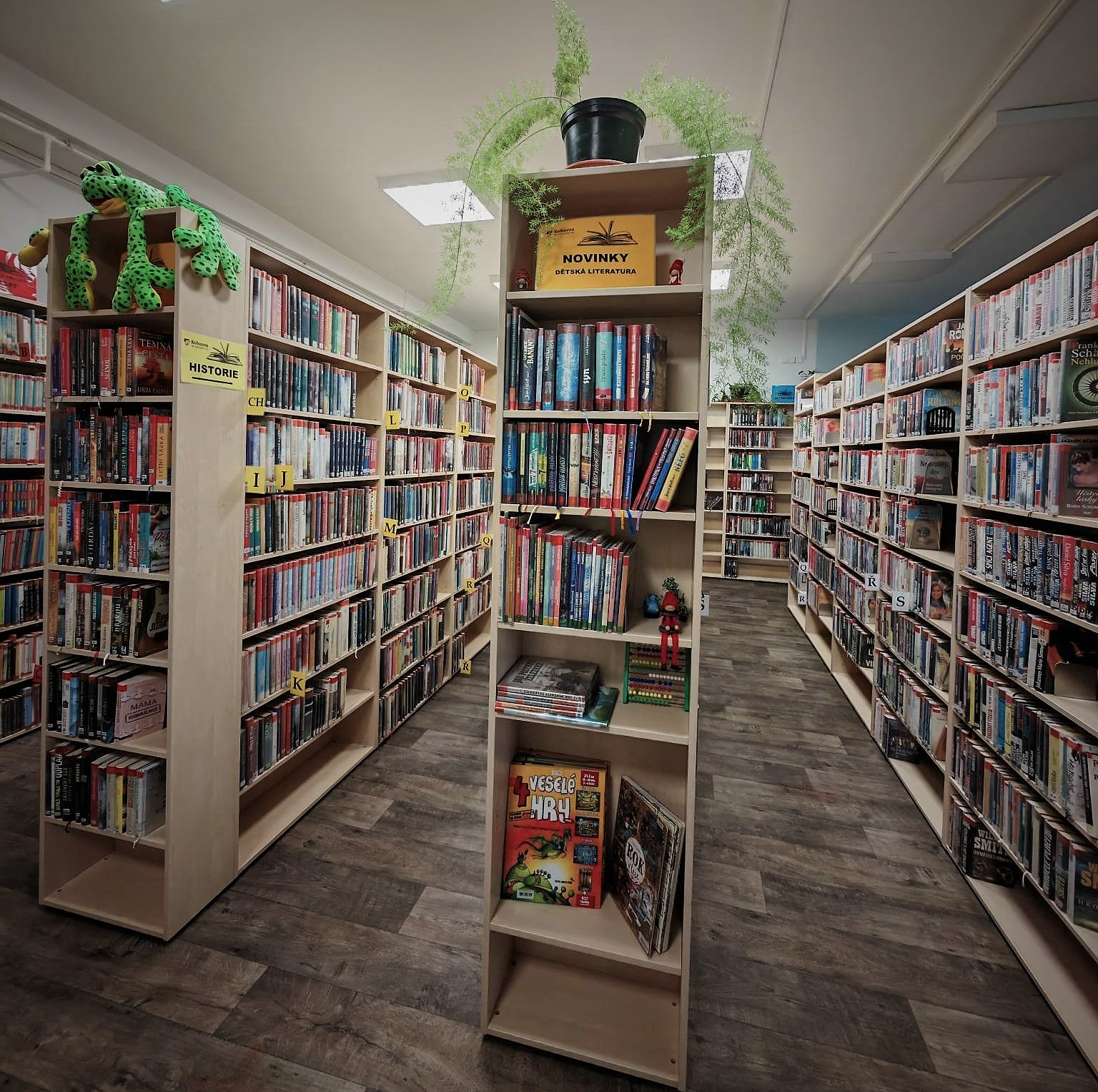
Interiér knihovny

Knihovna Dubina je plně automatizována. Knihovní výpůjčky jsou evidovány v knihovním systému VERBIS. Čtenář má k dispozici i webový e-katalog PORTARO. Knihovna má svůj facebookový i instagramový profil – stránku. Knihy, audioknihy, turistické mapy a deskové hry jsou registrovaným čtenářům půjčovány na 30 kalendářních dní, periodika na 14 kalendářních dní. Samozřejmostí je možnost prolongace u všech knihovních dokumentů.
Dětské oddělení

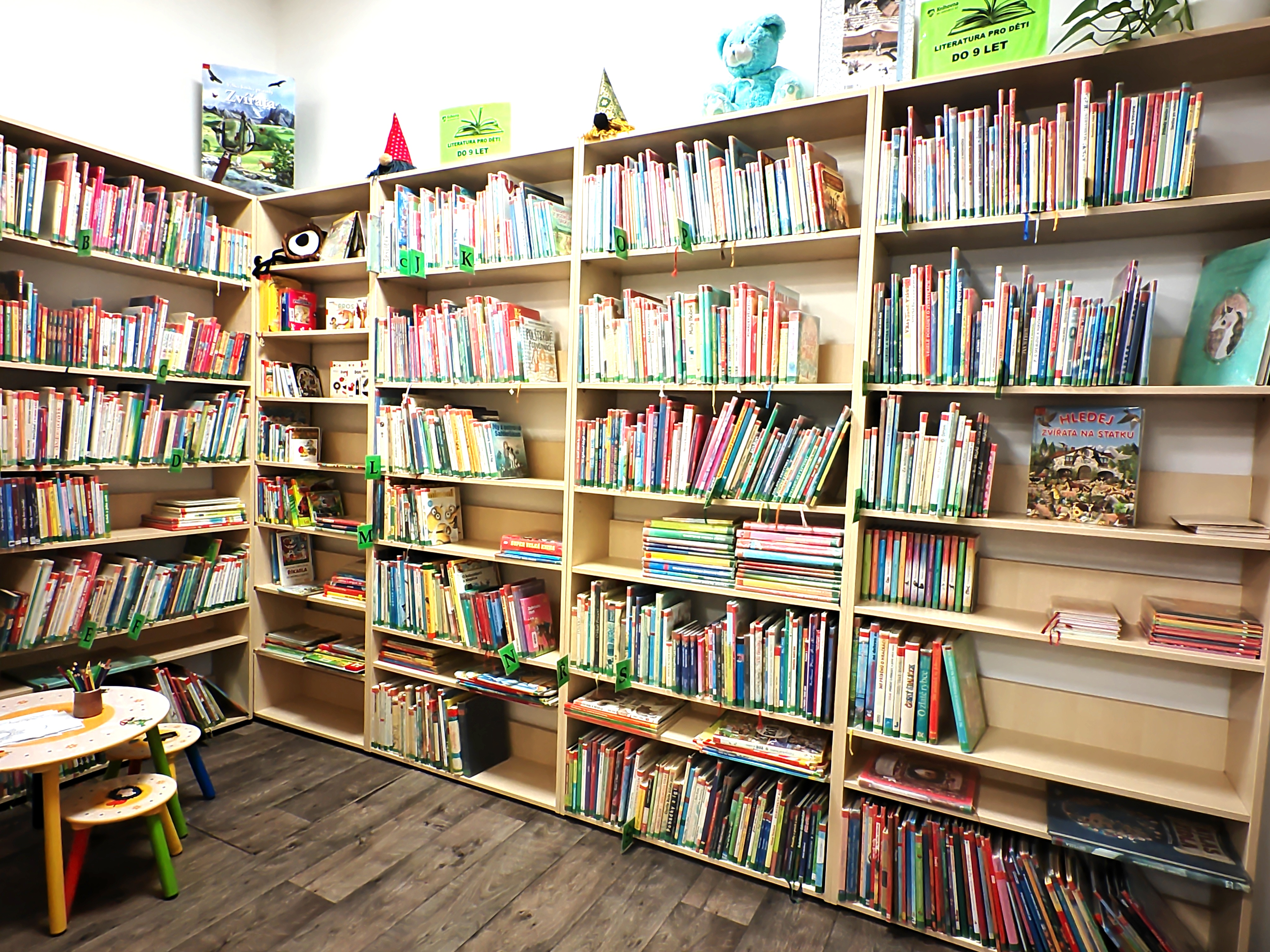
Dětské oddělení knihovny

Součástí knihovny je i dětské oddělení. Děti i jejich rodiče nalézají klidné prostředí knih, deskových her i hraček pro malé nečtenáře. Jednou z priorit knihovnic je rozvíjet čtenářskou gramotnost u dětí nejen ve formě knih, ale i tvorbou vzdělávacích programů pro mateřské i základní školy, přípravou tvořivých dílniček, výtvarných soutěží či junior kvízů.
Klub deskových her
Klub deskových her byl založen na základě poptávky rodičů a dětí. Jeho principem je především dětem ukázat, jak mohou účelně trávit čas a ještě se něčemu naučit v kolektivu dětí, což rozvíjí jejich sociální cítění. Deskové hry se půjčují registrovaným členům klubu.
Veřejný internet
V prostorách Knihovny Dubina má veřejnost možnost usednout k PC a dle podmínek daných v Knihovním řádu knihovny jej mohou užívat.
Tvořivé dílničky, výtvarné soutěže, kvízy
Každý měsíc knihovna pořádá především pro děti a jejich rodiče tvořivé dílničky. Témata jsou tvořena přímo knihovnicemi přesně na míru věkové skladbě dětí v knihovně. Jsou inspirovány přírodou, prázdninami a významnými svátky (Velikonoce, Vánoce). V době podzimu a Vánoc jsou dílničky zaměřeny i na seniorky a seniory. Tvořivé dílničky jsou financovány zřizovatelem knihovny a pro širokou veřejnost jsou bezplatné.
Dále knihovna pořádá výtvarné soutěže zaměřené na děti z mateřských i základních škol. V jarních měsících mají děti možnost luštit soutěžní kvízy, kde se knihovna zaměřuje na práci s naučnou literaturou. V letních měsících jsou pořádány výtvarné, vědomostní i instagramové soutěže. V rámci podzimu knihovna každoročně připravuje křížovky či kvízy pro dospělé a své aktivity se snaží vyvíjet i v oblasti spolupráce se seniory. Vánoční výtvarná soutěž pořádaná společně s DDM Beta vyzdobí náš vánočním strom. Výherci všech soutěžních aktivit obdrží vždy krásnou tematikou knihu.
Spolupráce
Knihovna Dubina spolupracuje se Svaz knihovníků a informačních pracovníků České republiky (dále jen SKIP). Tato celorepubliková organizace vyhlašuje hned několik projektů v kalendářním roce, do kterých se knihovna zapojuje. Především se jedná o Akce: Březen – měsíc čtenářů, Čtenář roku, Týden knihoven či Den pro dětskou knihu.
Knihovna je součástí projektu Paměti národa – Den veteránů.

## Knihovní fondy a čtenáři
Knihovní fond Knihovna Dubina čítá řadu rozdílně literárně zaměřených knih, audioknih, deskových her, turistických map a periodik. Skladba knihovního fondu je tvořena na základě poptávky místních čtenářů, věhlasnosti nabízených knih, z darů čtenářů, oblíbenosti autorů či vychází vstříc požadavkům základních a středních škol na povinnou četbu.
|                      | 2016  | 2017  | 2018  | 2019  | 2020  | 2021  | 2022  | 2023  |
| -------------------- | ----- | ----- | ----- | ----- | ----- | ----- | ----- | ----- |
| Registrovaní čtenáři | 887   | 924   | 1030  | 1201  | 928   | 827   | 1309  | 1154  |
| z toho do 15 let     | 436   | 347   | 516   | 509   | 321   | 215   | 543   | 351   |
| Výpůjčky             | 29362 | 27401 | 34491 | 46196 | 35754 | 37166 | 46925 | 81001 |
| Knihovní fond        | 18495 | 18819 | 19496 | 18389 | 18710 | 18866 | 19614 | 20354 |